# ناحال يام
كانت ناحال يام (بالعبرية: נח"ל ים) مستوطنة إسرائيلية تتبع مستوطنات ناحال على ساحل البحر المتوسط في شبه جزيرة سيناء. أقام المستوطنة أفراد منظمة ناحال شبه العسكرية في 1967، عقب الاحتلال الإسرائيلي لسيناء، وهي أول مستوطنة إسرائيلية في شمال سيناء. أُقيمت ناحال يام على حافة بحيرة البردويل بالقرب من قرية مصفق، عند الطريق الذي يربط العريش بالقنطرة وعلى بعد 50 ميلاً (80.47 كم) شرق قناة السويس و40 كم غرب العريش. كان موقع ناحال يام منعزلاً عن باقي المستوطنات الإسرائيلية، فقد كان أقرب مستوطنة لها هي ياميت بحوالي 100 كم. ضمت ناحال يام قسماً عسكرياً لأفراد الناحال إلى جانب قسماً مدنياً، كما هو الحال في المستوطنات الأخريات.

## التأسيس
تأسست ناحال يام رسمياً في 3 أكتوبر 1967. عند نقطة بها محطة سكة حديد صغيرة على خط السكة الحديد بين سيناء والقاهرة. ظلت المستوطنة تحت سيطرة الناحال حتى أوائل 1973، على الرغم من عدم وجود نية لإقامة مستوطنة دائمة هناك، واعتمد المستوطنون فيها على صيد الأسماك من بحيرة البردويل والبحر المتوسط، حيث كانوا يمضون ثمانية ساعات في البحر يومياً ووصل إنتاج المستوطنة إلى 30 طن من الأسماك سنوياً. وقد بنت الوكالة اليهودية محطة لتحلية المياه للمستوطنة في 1968.
نشرت صحيفة نيويورك تايمز خبراً عنها في 19 نوفمبر 1967، واصفةً إياها بـ«مستعمرة الخيام»، فلم يكن بها سوى مبنيين مع بضعة خيام على البحر وتحيط بها الكثبان الرملية وأشجار الكافور. استبدلت هذه الخيام لاحقاً بمنازل خشبية. احتجت مصر على بناء المستوطنة، ووصف محمد عواد القوني المندوب الدائم للجمهورية العربية المتحدة لدى الأمم المتحدة المستوطنة بـ«المستعمرة» في رسالة إلى مجلس الأمن بتاريخ 22 نوفمبر 1967.

## خلال حرب الاستنزاف
كانت ناحال يام إحدى المواقع الإسرائيلية في عمق سيناء التي كانت هدفاً لعدد من الهجمات المصرية خلال حرب الاستنزاف، على الرغم من موقعها المنعزل والبعيد عن قناة السويس:
- في 21 يوليو 1969، تعرضت ناحال يام لقصف صاروخي باستخدام حامل قواذف بازوكا مثبت يعمل بالكهرباء باستخدام ساعة توقيت. حيث أُطلق 13 صاروخاً مما أدى إلى إصابة سبعة جنود.[13]
- في 4 أكتوبر 1969، ألقت الطائرات المصرية عدة قنابل بالقرب من المستوطنة، لكنها لم تسفر عن أضرار أو خسائر.[14]
- في ليلة 23 أبريل 1970، اخترقت قاذفة إليوشن إل-28 أجواء سيناء وألقت عدداً من القنابل، لكنها سقطت في منطقة رملية بعيدة عن المستوطنة ولم تتسبب في وقوع إصابات أو خسائر كذلك.[15]
- في 18 مايو 1970، غرق قارب صيد إسرائيلي باسم «أوريث» قبالة ساحل ناحال يام، بصاروخ ستيكس من زورق صواريخ مصري. قُتل فردين من أفراد الطاقم في الهجوم، بينما تشبث فردان آخران بالحطام وجرفتهما المياه نحو الشاطئ عند المستوطنة.[16]
- في 16 فبراير 1971 ألقت القوات الإسرائيلية على مجموعة من الفدائيين في العريش وحوكموا بتهمة إطلاق صواريخ بازوكا على ناحال يام ومنزل الحاكم العسكري الإسرائيلي وزرع الألغام.[17]

## الانحلال
قررت دائرة الاستيطان التابعة للوكالة اليهودية تأميم المستوطنة من الناحال في 16 مايو 1973، لأسباب اقتصادية تتمثل في تمكين الصيادين المهرة من استغلال إمكانيات الصيد بدلاً من المستوطنيين المحليين.
نصب سلاح الجو الإسرائيلي راداراً متحركاً في المنطقة منذ اندلاع حرب الاستنزاف وحتى قيام حرب أكتوبر، كجزء من نظام الدفاع عن الناحال. في 1974، أخلى الجيش الإسرائيلي المستوطنة. وبعد توقيع اتفاقية فض الاشتباك الثانية بين مصر وإسرائيل في 1975، انسحب الجيش الإسرائيلي إلى خط جديد يبعد حوالي 15 كم غرب ناحال يام.
بعد توقيع معاهدة كامب ديفيد، تسلمت مصر ناحال يام في أبريل 1979 كجزء من خط الانسحاب الإسرائيلي الأول، خط العريش - رأس محمد.

## معرض الصور

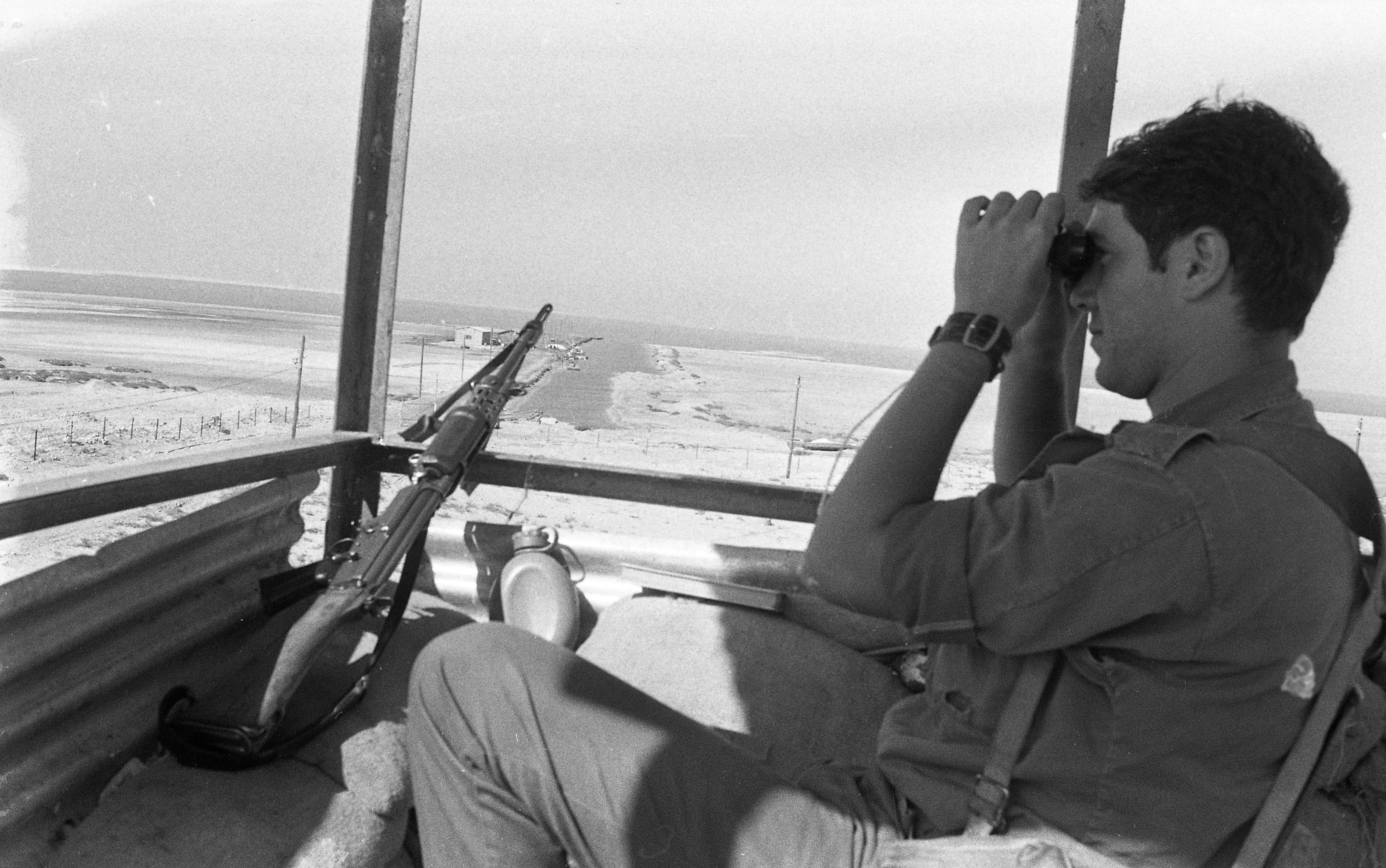
جندي إسرائيلي مسلح ببندقية إف إن فال خلال نوبة حراسة، ناحال يام، 1969
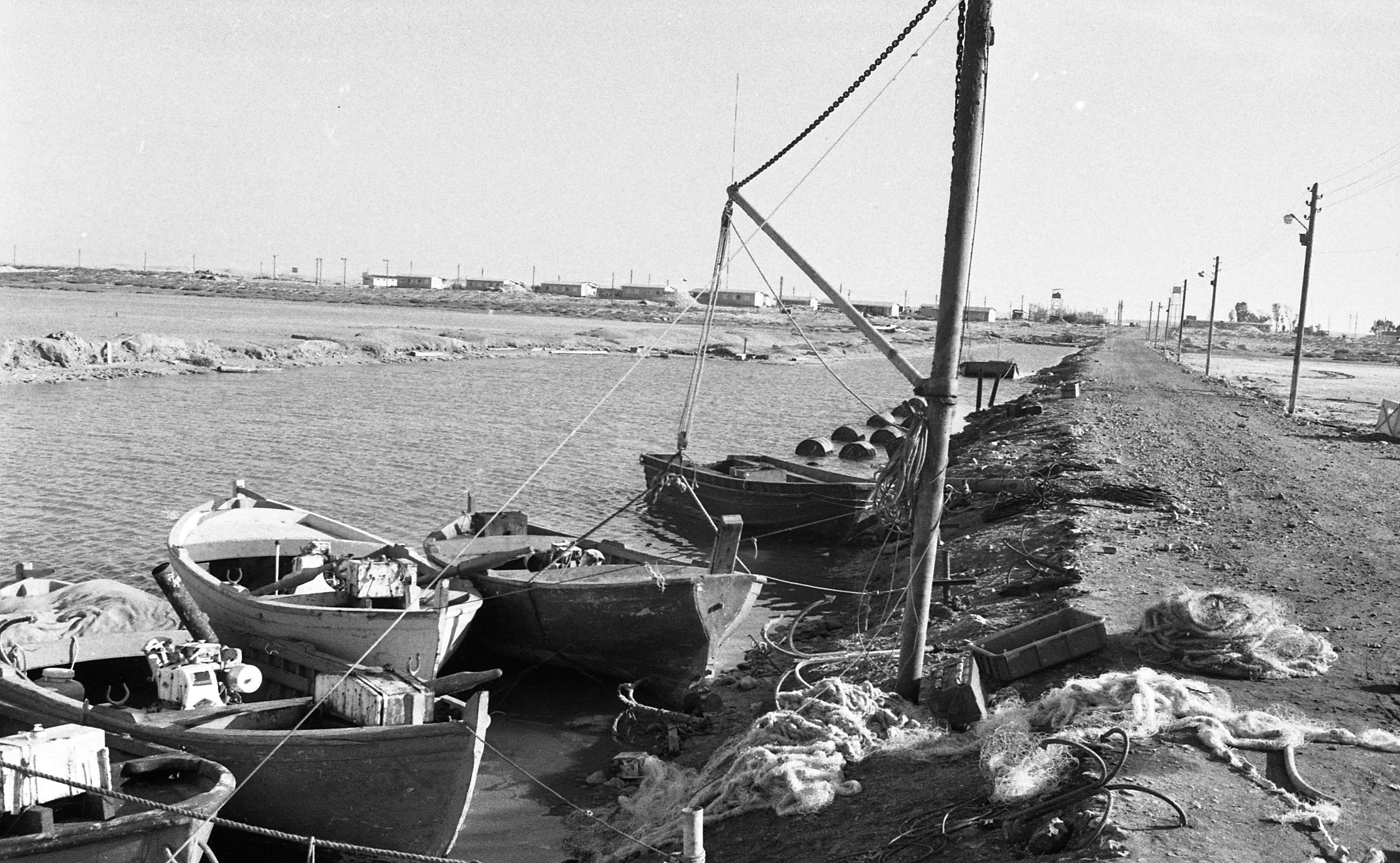
قوارب الصيد في المستوطنة، 1969
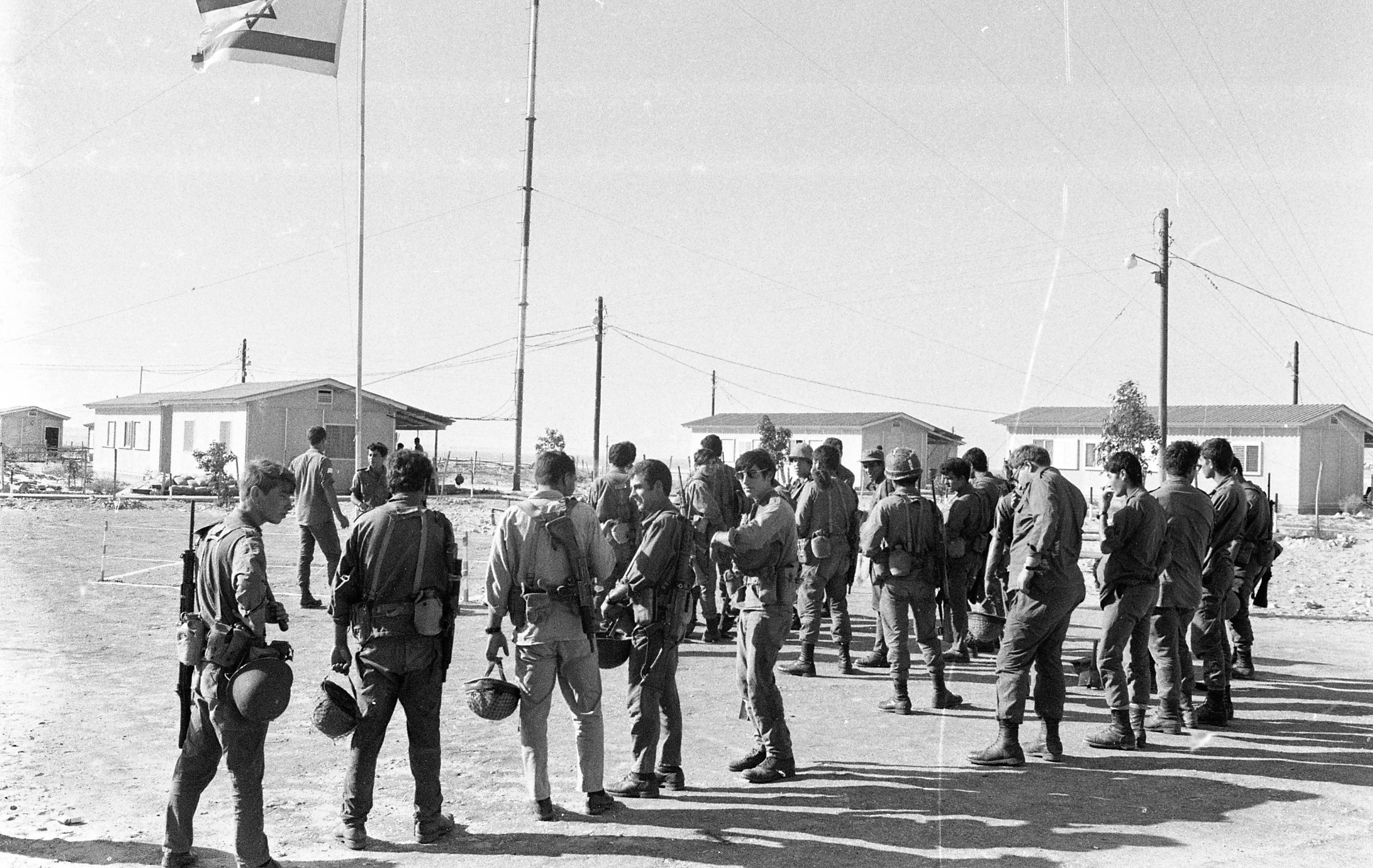
أفراد الناحال في ناحال يام، 1969